# 裂紋樸麗魚
裂紋樸麗魚，為輻鰭魚綱鱸形目隆頭魚亞目慈鯛科的其中一種，分布於非洲維多利亞湖及尼羅河上游流域，體長可達10.4公分，棲息在沙石底質水域，以昆蟲等為食，生活習性不明。

## 擴展閱讀
維基物種上的相關：裂紋樸麗魚